# デイヴィッド・ウィルカーソン
デイヴィッド・ウィルカーソン（David Wilkerson、1931年5月19日 - 2011年4月27日）は、アメリカ合衆国インディアナ州出身のキリスト教の伝道者、牧師。

## 人物
『十字架と飛び出しナイフ』の著者であり、ニューヨーク､タイムズ・スクエア教会と厚生施設ティーン・チャレンジ・センターの創立者として知られた。
日本の月刊誌ハーザーに彼の説教が連載されている。
ウィルカーソンは説教 "A Call to Anguish"によって知られている。その特徴は率直であることだ。その強調点はキリスト教信仰、神の聖さと義、人間に対する神の愛、特に主イエス・キリストの愛である。超教派で訴える伝道者であった。
2011年4月27日、アメリカ合衆国テキサス州で自動車事故のため死亡。79歳没。

## ミニストリー
田舎の教会にいたが、ニューヨークに行けという神の導きを聞いたと言う。そこで麻薬中毒やギャングの少年少女たちに福音を伝える働きをする。そのミニストリーについて書かれた本が映画化もされた『十字架と飛び出しナイフ』であるが、そこで麻薬の束縛から解放されるには聖霊のバプテスマを受ける必要があると語っている。その信仰に基づいた厚生施設は政府によっても認められている。
9/11テロを受けた説教｢私たちは神のメッセージを聞き逃しています。｣The Towers Have Fallen - But We Missed the Messageで、神がこの災いを通してアメリカと全世界に警告を与えたと語った。ウィルカーソンは米国上院議員と下院議員が「神よ、アメリカを祝福し、導き、守りたまえ」と歌うのを聞いて泣いた。そこで神が語りかけられたという。「彼らはわたしをアメリカから追い出し、学校から追い出し、公の場から抹消しようとした同じ人たちなのです。彼らは堕胎を擁護しています。それなのに、いま『神を助けたまえ』と歌っているのです。」ソドムとゴモラ、ローマ、ギリシャ、ロシアを裁かれたように、神がアメリカが裁かれない保証などないとし、アメリカに対する神のメッセージとしてこのように語っている。「アメリカに預言者と見張り人を遣わし、警告したにもかかわらず、多くの人が金や銀を拝み、恥ずべき情欲が満ち、多くの血が流され、胎児が殺されている。私の願いは悔い改めて悪の道から立ち帰ることであり、そうするならば、あなたの土地をいやし、国は破滅を免れるでしょう。」

## 著書
- 『十字架と飛び出しナイフ』
- 『ただキリストを求めて』角笛出版
- 『新しい契約の奥義』角笛出版
- 『幻』角笛出版
- 『角笛を口に当てよ-終末における神からの緊急メッセージ-』角笛出版

## 映画
- 映画『十字架と飛び出しナイフ』ライフ・エンターテイメント（いのちのことば社　ライフ企画）